# 2 a.m. Wakeup Call
2 a.m. Wakeup Call è il secondo album in studio da solista del musicista statunitense Tweaker (a.k.a. Chris Vrenna, ex membro dei Nine Inch Nails). Il disco è stato pubblicato nel 2004 e vanta importanti collaborazioni.

## Tracce
1. Ruby (featuring Will Oldham) – 3:43
2. Cauterized – 3:06
3. Worse Than Yesterday (featuring Jonathan Bates of mellowdrone) – 4:18
4. Truth Is (featuring Robert Smith of The Cure) – 4:03
5. Remorseless – 2:37
6. Pure Genius (featuring David Sylvian) – 3:52
7. It's Still Happening (featuring Hamilton Leithauser) – 3:17
8. 2 a.m. – 3:15
9. Movement of Fear – 3:40
10. Sleepwalking Away (featuring Nick Young) – 3:57
11. The House I Grew Up In – 4:04
12. Crude Sunlight (featuring Jennifer Charles) – 6:52